# War Van Overstraeten
Pour les articles homonymes, voir Van Overstraeten.
War Van Overstraeten de son vrai nom Edouard van Overstraeten, né le 8 mai 1891 à Wetteren (province de Flandre-Orientale) et mort le 9 décembre 1981 à Bruges (province de Flandre-Occidentale), est un artiste peintre flamand et un homme politique qui fut l’un des principaux fondateurs du Parti communiste de Belgique.

## Biographie
Edouard van Overstraeten naît dans un milieu catholique flamand et bourgeois et passe ses années d’enfance à Lommel. Il étudie à l’école moyenne de Bruxelles tout en suivant des cours du soir à l’Académie royale des beaux-arts de Bruxelles. Il retourne ensuite à Lommel où il travaille pour l’entreprise Cuivre et Zinc qu’il quitte en 1909 à la suite d'une grève qui opposa les travailleurs et la direction sur les salaires. Revenu à Bruxelles, il milite aux Jeunes Gardes Socialistes (J.G.S.) du Parti ouvrier belge (POB) dont il devient le secrétaire régional. Il collabore aussi à la même époque à la revue anarchiste En marge.
À la suite d'un voyage en Russie bolchévique en 1918, il se rapproche des idées communistes et rompt avec le Parti ouvrier belge en 1919.   
À Bruxelles, en janvier 1920, War Van Overstraeten entraîne derrière lui un certain nombre de J.G.S. et, avec ces Jeunes Gardes qui se désaffilient du POB, il fonde le Groupe communiste de Bruxelles. Son journal, publié à partir de mars 1920, prit le titre de L'Ouvrier communiste. On pouvait y lire des appels à la grève générale pour donner tout le pouvoir à des Conseils ouvriers (équivalents des Soviets). Avant de se constituer en parti (qui compterait environ 200 membres), ce groupe communiste avait délégué son secrétaire, War Van Overstraeten, au deuxième congrès de l'Internationale communiste à Moscou (juillet-août 1920). Ce Groupe se muera successivement, au cours de l'année 1920, en Fédération communiste de Wallonie, puis, en novembre, en Parti communiste belge, section belge de l'Internationale Communiste (S.B.I.C.). 
Les diverses organisations qui s'étaient ralliées à l'Internationale communiste décidèrent de fusionner en 1921, notamment le groupe constitué autour de Joseph Jacquemotte, cette fusion fut d’ailleurs pratiquement imposée par l'Internationale communiste dans une motion du 13 juillet 1921 . La naissance du Parti communiste de Belgique (PCB) eut donc lieu à Bruxelles (Anderlecht) le 4 septembre 1921, avec Van Overstraeten en qualité de secrétaire. Cette dernière fonction lui valut d’être membre du Comité exécutif de l’Internationale communiste du IIIe au IVe congrès.
Van Overstraeten quitte Bruxelles où domine la figure de Joseph Jacquemotte en raison notamment des responsabilités qu’il avait exercées au sein du puissant Syndicat (socialiste) des Employés pour Liège. Son activité culmine avec son élection comme député de l’arrondissement de Liège lors des élections législatives de 1925. Il faut aussi noter qu’il fonde en 1926 le théâtre prolétarien.
Cette victoire se révéla un simple feu de paille, il ne fut pas réélu en 1929, critique par rapport au centralisme démocratique et à l’expulsion de Léon Trotski  des organes dirigeants du Parti communiste d'Union Soviétique et du gouvernement, War Van Overstraeten fut lui-même exclu pour « trotskysme » du PCB en mars 1928.
Il continue la lutte politique avec d’autres trotskystes notamment au sein du groupe « Opposition Communiste » mais il finira par rompre avec Léon Trotski au début des années 1930. Il collabora ensuite un temps à la revue libertaire Rouge et Noir pour finir par revendiquer un pacifisme intégral renvoyant dos à dos France et Grande-Bretagne et Allemagne nazie.
Durant la guerre, War Van Overstraeten commit, probablement pour des raisons alimentaires, quelques panneaux publicitaires pour l’occupant allemand mais il ne fut pas poursuivi à la libération.
Il mena parallèlement à ces activités une brillante carrière d’artiste-peintre qui fut son activité principale après 1945.

### Vie privée
Entre 1961 et 1974, il vécut à Woluwe-Saint-Lambert, puis il passa ses dernières années à Bruges .